# Avsked
För den japanska filmen från 2008 med detta namn, se Avsked (film)

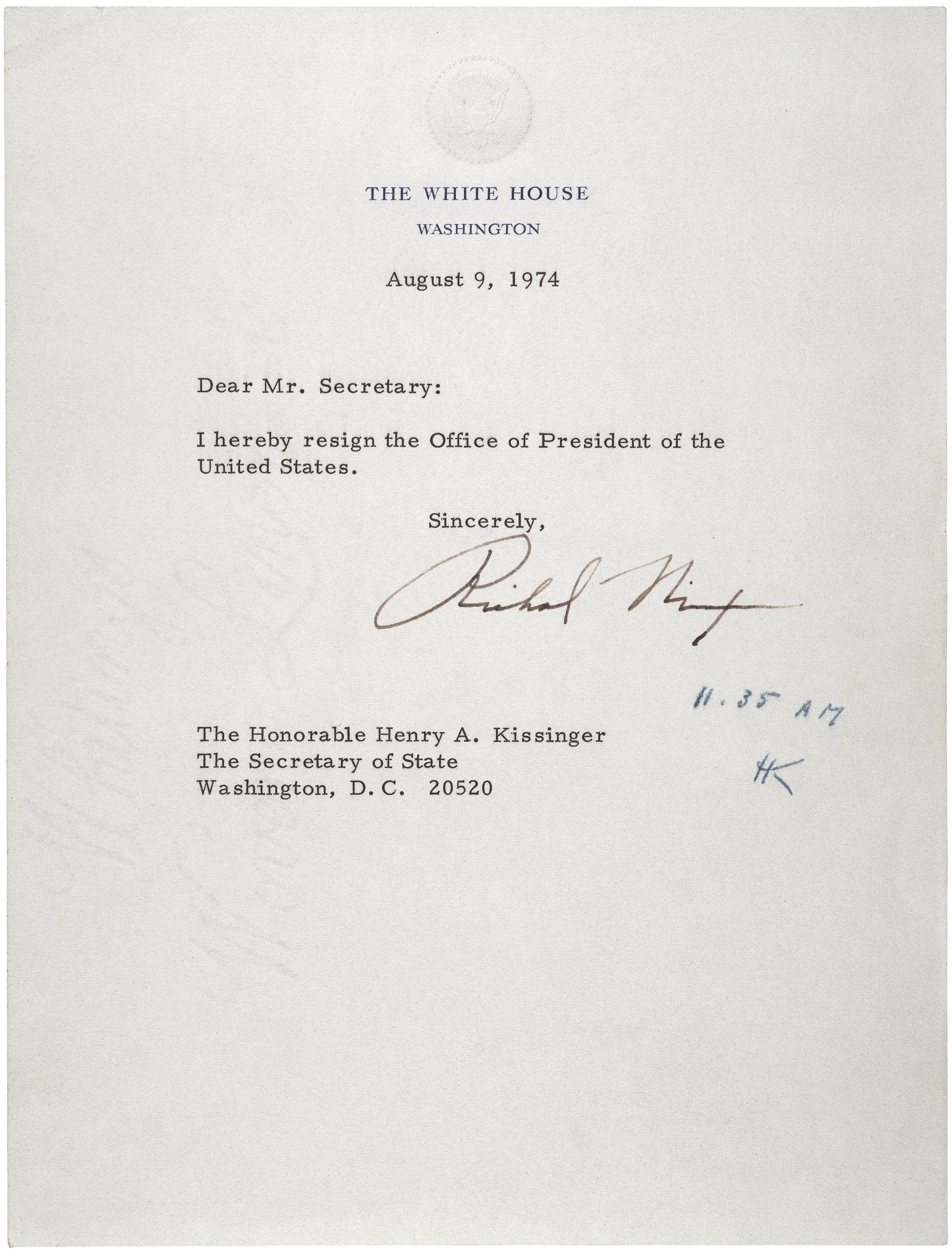
Richard Nixons avskedsansökan som president i USA 1974.

Avsked, som i sin grundbetydelse betyder att skiljas från något, har när det gäller anställning lite olika betydelsenyanser. 
I modern svensk arbetsrättsjuridik menar man med avskedande ett ensidigt uppsägande av anställning från arbetsgivaren. I äldre tider i Sverige avsågs främst en handling, varigenom en i offentlig tjänst anställd person, efter egen ansökan, kunde skiljas från sin tjänstebefattning.. I andra länder och i allmänt talspråk kan också avsked från anställning mer återspegla den ursprungliga innebörden av ordet, det vill säga en uppsägning av en anställning mer oberoende av vilken part som initierar denna.

## Avskedsansökan
Som synes av de olika betydelsenyanser av ordet avsked, så har då också avskedsansökan två olika betydelsenyanser. När man med avsked menar den striktare svenska juridiska betydelsen så är begreppet formellt oegentligt (man kan inte ansöka om en handling som är ensidig från motparten). Samtidigt förekommer begreppet vardagligt i Sverige synonymt med att den anställda begär uppsägning av anställning.
Utanför Sverige förekommer sedan begreppet som en mer formell benämning med denna senare betydelse, det vill säga begära uppsägning av anställning. 

### Finland
En avgående statsminister lämnar alltid regeringens avskedsansökan till presidenten med undantag för situationer där regeringen inte längre åtnjuter riksdagens förtroende och beviljas avsked utan begäran.Ibland avgår presidenten mitt i en mandatperiod och lämnar in sin avskedsansökan även om det inte finns några bestämmelser i 1999 års grundlag som reglerar detta förfarande.  Urho Kekkonen begärde avsked hos statsrådet den 26 oktober 1981. Enligt Finlands grundlag beviljar presidenten på begäran statsrådet eller någon minister avsked.

### Storbritannien
Då en sittande premiärminister förlorar stöd i parlamentet begär hen avsked hos statschefen.